# Goniostixis macariodes
Goniostixis macariodes är en fjärilsart som beskrevs av George Francis Hampson. Goniostixis macariodes ingår i släktet Goniostixis och familjen nattflyn. Inga underarter finns listade i Catalogue of Life.